# Begonia gutierrezii
Espèce
Begonia gutierrezii est une espèce de plantes de la famille des Begoniaceae.
Elle a été décrite en 2010 par C. Coyle.